# 学
wikt:fr:学 (étude) est un caractère chinois (‘’‘hanzi’‘’ en mandarin standard, hanja en coréen, kanji en japonais, Hán tự en vietnamien, les quatre principales langues à les utiliser), composé de 8 traits. Il signifie « étude » comme -logie en français. C'est la forme simplifiée (chinois simplifié pour le chinois ou shinjitai pour le japonais), du caractère 學 (appelé chinois traditionnel pour le chinois et kyūjitai pour le japonais).
xuéen est la transcription en pinyin.
Il se lit ガク (gaku) en lecture on et まな.ぶ (manabu) en lecture kun. Il fait partie des kyōiku kanji et est étudié en 1re année.

## Exemples

### En chinois
Quelques exemples:
- 大学 / 大學, dàxué, « université »
- 小学 / 小學, xiǎoxué, « école primaire »
- 中学 / 中學, zhōngxué, « école secondaire »
- 学校 / 學校, xuéxiào, « école »

- 学生 / 學生, xuésheng, « étudiant »
- 学家 / 學家, xuéjiā, « universitaire, chercheur »

Disciplines:
- 数学 / 數學, shùxué, « mathématiques »
- 文学 / 文學, wénxué, « littérature »
- 地理学 / 地理學, dìlǐxué, « géographie »
- 哲学 / 哲學, zhéxué, « philosophie »
- 社会学 / 社會學, shèhuìxué, « sociologie »
- 语言学 / 語言學, yǔyánxué, « linguistique »
- 物理学 / 物理學, wùlǐxué, « physique »
- 化学 / 化學, huàxué, « chimie »
- 生物学 / 生物學, shēngwùxué, « biologie »
- 植物学 / 植物學, zhíwùxué, « botanique »
- 动物学 / 動物學, dòngwùxué, « zoologie »

### En japonais
- 大学 (daigaku) : l'université.
- 数学 (sūgaku) : les mathématiques.
- 学ぶ (manabu) : apprendre.
- 文学 (bungaku) : la littérature.
- 学校 (gakkō) : école.
- 学生 (gakusei) : étudiant.
- 地理学 (chirigaku) : la géographie.